# Stefan Hertel
Stefan Hertel ( 1970, Berlín - ) es un botánico alemán, con especialización en orquídeas.
- La abreviatura «S.Hertel» se emplea para indicar a Stefan Hertel como autoridad en la descripción y clasificación científica de los vegetales.[1]